# Taumaturgia
Taumaturgia (do grego θαύμα, thaûma, "milagre" ou "maravilha" e έργον, érgon, "trabalho") é a suposta capacidade de um mago de fazer magia ou outros eventos paranormais, ou de um santo de realizar milagres. Às vezes é traduzido para o inglês como maravilha. Um praticante de taumaturgia é um "taumaturgo" ou "fazedor de milagres". Pode-se afirmar que um santo, que é uma pessoa reconhecida como tendo um grau excepcional de santidade ou semelhança ou proximidade com Deus, fez milagres, que são eventos não explicáveis por leis naturais ou científicas, A Bíblia refere como sendo um dos dons do Espírito Santo. Os seus praticantes são denominados taumaturgos. Entre os mais famosos taumaturgos cristãos estão São Gonçalo de Amarante, Santo Antônio de Pádua, São Gregório de Neocesareia, São Nicolau de Mira e São Cosme e São Damião.

## Etimologia
A palavra taumaturgia (pronuncia-se [taumatuɾˈʒia]) é derivada do grego θαῦμα thaûma, que significa "milagre" ou "maravilha" (final t do genitivo thaûmatos) e ἔργον érgon, que significa "trabalho".

## Budismo
Na introdução de sua tradução dos "poderes espirituais (神通Jinzū )" capítulo de Dōgen 's Shobogenzo , Carl Bielefel refere-se às potências desenvolvidas por adeptos da meditação budista como pertencente à 'tradição taumatúrgica'. Esses poderes, conhecidos como siddhi ou abhijñā, foram atribuídos ao Buda e aos discípulos subsequentes. Monges lendários como Bodhidharma, Upagupta, Padmasambhava e outros foram descritos em lendas populares e relatos hagiográficos como portadores de vários poderes sobrenaturais.

## Cristianismo
Nos escritos gregos, o termo taumaturgo se referia a vários santos cristãos . A palavra é geralmente traduzida para o inglês como "fazedor de maravilhas": um santo por meio do qual Deus opera milagres, não apenas ocasionalmente, mas como algo natural. Antigos taumaturgos cristãos famosos incluem Gregório Taumaturgo (c. 213–270), São Menas do Egito (285 – c. 309), São Nicolau (270–343), Antônio de Pádua (1195–1231), Filomena ( fl. C. 300 (?)), Ambrose de Optina (1812–1891), Gerard Majella (1726–1755) e John of Kronstadt (1829–1908). O bispo de Fiesole, Andrew Corsini das Carmelitas (1302–1373), também foi chamado de taumaturgo durante sua vida. O editor franciscano irlandês do século XVII, John Colgan, chamou os três primeiros santos irlandeses, Patricio, Brigid e Columba, de taumaturgos em sua Acta Triadis Thaumaturgae (Louvain, 1647).

## Hinduísmo
Veja também: Godman (Índia)
Godman é um termo coloquial usado na Índia para um tipo de guru carismático. Eles geralmente têm uma presença de alto nível e são capazes de atrair a atenção e o apoio de grandes setores da sociedade. Homens-deus às vezes também afirmam possuir poderes paranormais, como a habilidade de curar, a habilidade de ver ou influenciar eventos futuros e a habilidade de ler mentes.

## Islã
Milagres no Alcorão podem ser definidos como intervenções sobrenaturais na vida dos seres humanos. De acordo com esta definição, os milagres estão presentes "em um sentido triplo: na história sagrada , em conexão com o próprio profeta islâmico Maomé e em relação à revelação". O Alcorão não usa a palavra árabe técnica para milagre ( muʿjiza ), que significa literalmente "aquilo por meio do qual [o Profeta] confunde, oprime seus oponentes". Em vez disso, usa o termo āyah " sinal ". O termo Ayahé usado no Alcorão no sentido triplo mencionado acima: refere-se aos "versos" do Alcorão (que se acredita ser o discurso divino na linguagem humana , apresentado por Muhammad como seu principal milagre); bem como aos milagres dela e os sinais (particularmente aqueles da criação). 

## Judaísmo
Veja também: Cabalá Luriânica e Baal Shem

## Magia
No século 16, a palavra taumaturgia entrou na língua inglesa, significando poderes milagrosos ou mágicos. A palavra foi primeiro anglicizada e usada no sentido mágico no livro de John Dee , Mathematicall Praeface to Euclid's Elements (1570). Ele menciona uma "arte matemática" chamada "taumaturgia ... que dá certa ordem para fazer obras estranhas, do sentido a ser percebido e dos homens grandemente maravilhados".
Na época de Dee, "os matemáticos" se referiam não apenas aos cálculos abstratos associados ao termo hoje, mas a dispositivos físico-mecânicos que empregavam princípios matemáticos em seu projeto. Esses dispositivos, operados por meio de ar comprimido, molas, cordas, roldanas ou alavancas, eram vistos por pessoas pouco sofisticadas (que não entendiam seus princípios de funcionamento) como dispositivos mágicos que só poderiam ter sido feitos com a ajuda de demônios e diabos.
Ao construir tais dispositivos mecânicos, Dee ganhou a reputação de mágico "temido" pelas crianças da vizinhança. Ele reclamou desta avaliação em seu "Mathematicall Praeface": "E para estes, e outros como atos e feitos maravilhosos, natural e mecanicamente, forjados e planejados: deve qualquer estudante honesto e filósofo cristão modesto ser contado e chamado de Conjurador? Deve a loucura dos Idiotas, e a Malícia do Desdenhoso, prevalecer tanto ... Deve aquele homem, ser (no ladrão de abraços) condenado, como um Companheiro dos cães infernais, e um Chamador, e Conjurador de Espíritos perversos e malditos?"

## Cabala Hermética
Na tradição mística da Cabala Hermética , uma pessoa com o título de mago tem o poder de fazer mudanças sutis em reinos mais elevados, que por sua vez produzem resultados físicos. Por exemplo, se um mago fez pequenas mudanças no mundo da formação (Olam Yetzirah), como dentro da Sefirah de Yesod na qual Malkuth (o reino material) é baseado e dentro da qual todas as Sefirot anteriores são reunidas, então essas alterações seriam aparecer no mundo da ação (Olam Assiah).

## Filosofia
Em seu livro The Gift of Death , o filósofo desconstrucionista Jacques Derrida se refere à filosofia como taumaturgia. A ideia é retirada do quinto ensaio da obra de Jan Patočka, Ensaios heréticos na história da filosofia. A leitura de Derrida se baseia na desconstrução da origem dos conceitos de responsabilidade, fé e dom. [15]

## Na cultura popular
- O termo taumaturgia é usado em vários romances e jogos como sinônimo de magia , uma sub-escola particular (freqüentemente mecânica) da magia, ou como a "ciência" da magia.
- Taumaturgia é definida como a "ciência" ou "física" da magia por Isaac Bonewits em seu Real Magic de 1971, que ele transformou em uma referência de RPG chamada Authentic Thaumaturgy (1978, 1998, 2005). Esta definição tem sido usada em RPGs como GURPS, romances como a Estação de Rua Perdido de China Miéville, e trabalhos do mundo real como Teoria e Tradição Mágica de Marcus Cordey. O GURPS também usa o termo Taumatologia.
- Taumaturgia é frequentemente utilizado como um nome para a magia na série de ficção Discworld, do escritor Terry Pratchett. A palavra também se aplica ao "thaum", a unidade básica da energia mágica.
- Na trilogia Magics, de Lyndon Hardy, taumaturgia é uma das cinco disciplinas de magia. Ela figura com mais destaque no primeiro livro, Master of the Five Magics.
- No RPG Dungeons & Dragons, o taumaturgo é uma classe de prestígio que invoca especificamente estranhos. Além disso, taumaturgia é o nome de um cantrip (um feitiço de nível 0) na quinta edição. Ele pode fazer coisas simples, como criar tremores inofensivos, fazer uma janela se abrir ou uma vela tremeluzir.
- No jogo de RPG da White Wolf Publishing, Vampire: The Masquerade , taumaturgia é uma disciplina mágica que engloba o estilo hermético de sangue mágico que o Tremere Clã convertido a partir de suas práticas antigas quando se tornaram vampiros.
- Nos jogos de Elder Scrolls Daggerfall e Battlespire, taumaturgia é uma habilidade de personagem, que é vagamente definida como "foco na manipulação de forças e objetos conhecidos dentro de suas leis naturais".
- Em Final Fantasy XIV, taumaturgo é o título de uma classe de personagem jogável.
- Em Dominions 3: The Awakening, a taumaturgia é um dos caminhos da magia que podem ser pesquisados.
- Em 1996 Sierra MMO The Realm Online, taumaturgia é um ramo da magia que lida especificamente com cura, proteção, cura de venenos e convocação de aliados de boa linha.
- Na série de Jim Butcher The Dresden Files, taumaturgia é a criação de uma ligação mágica entre um objeto e uma pessoa (como quando se utiliza bonecos de vodu).
- Nas Crônicas Lunares, de Marissa Meyer, os taumaturgos são os guarda-costas e a força policial da Rainha Lunar Levana.
- Em Magic: The Gathering, muitas cartas no plano de Theros apresentam Taumaturgos, mais notavelmente o Taumaturgo de Batalha. No guia do planinauta para o cenário, eles são mais parecidos com os dos teurgistas, pois sua magia vem dos deuses.
- Em Path of Exile, a taumaturgia alimenta a magia do universo, e os taumaturgos da corte sedentos de poder conduzem o enredo.
- Em Wizard101, os taumaturgos são magos que se especializam em magia de gelo. Esses magos são especializados em aguentar ataques, tendo feitiços que não causam muito dano, mas podem fornecer feitiços de proteção e provocar inimigos, afastando-os de jogadores mais importantes.
- Em Ultima VIII: Pagan, a taumaturgia é uma das cinco escolas de magia junto com a feitiçaria, necromancia, teurgia e tempestade. Taumaturgia contém diversos feitiços de natureza geralmente não elementar. Sua prática não está ligada a nenhum dos titãs.
- Em Dezesseis Luas (Brasil)/Criaturas Maravilhosas (Portugal), livro de Kami Garcia e Margaret Stohl, Ryan, uma prima do interesse amoroso do personagem principal, Lena, é descoberta como sendo uma Taumaturga quando ela cura o personagem principal após um acidente. Quando perguntado "Acho que esse é um nome sofisticado de Conjurador para curandeiro?" Lena responde: "Algo assim".
- Na Saga dos Nobres Mortos, a taumaturgia é uma das três disciplinas da magia.
- No mito da Fundação SCP, taumaturgia é frequentemente invocada como um termo científico para magia ritual e interações com entidades não físicas.
- No universo de romance visual da TYPE-MOON, a palavra "taumaturgia" é uma tradução aceita para Majutsu (魔術, lit. 'demônio/habilidade mágica', ou Magecraft), que é a única forma de magia disponível para o praticante moderno. Este magecraft moderno é considerado inferior à magia real, que só pode ser usada por um grupo muito seleto de pessoas.
- No Minecraft , há uma série de mods sobre taumaturgia denominadas coletivamente de "Thaumcraft" em que o jogador estuda as leis da magia a fim de manipular o mundo ao seu redor, lançar magias, transformar matéria em essência mágica e canalizá-la em outros objetos e ferramentas para criar poderosos artefatos de defesa e destruição, bem como desbloquear os segredos ocultos da antiga dimensão da qual o poder se origina, para os quais o jogador deve derrotar muitos males antigos que foram presos lá por Taumaturgos anteriores que não foram capazes de derrotá-los. A magia é baseada em mecânica matemática com uma tradição como a matemática em que o jogador aprende a compreender através do estudo e 'insight'.